# Trusetal
Cet article court présente un sujet plus développé dans : Brotterode-Trusetal.
Trusetal est une ancienne commune du Land de Thuringe en Allemagne. Depuis 2011, elle a fusionné avec Brotterode pour devenir Brotterode-Trusetal.